# Greenwood (South Carolina)
Greenwood is een plaats (city) in de Amerikaanse staat South Carolina, en valt bestuurlijk gezien onder Greenwood County.

## Demografie
Bij de volkstelling in 2000 werd het aantal inwoners vastgesteld op 22.071.
In 2006 is het aantal inwoners door het United States Census Bureau geschat op 22.407, een stijging van 336 (1,5%).

## Geografie
Volgens het United States Census Bureau beslaat de plaats een oppervlakte van
35,5 km², geheel bestaande uit land. Greenwood ligt op ongeveer 198 m boven zeeniveau.

## Plaatsen in de nabije omgeving
De onderstaande figuur toont nabijgelegen plaatsen in een straal van 16 km rond Greenwood.

## Geboren
- Anita Cornwell (1923-2023), schrijfster
- Jake Scott (1945-2020), Americanfootballspeler